# خیابان حافظ (تهران)
خیابان حافظ از خیابان‌های مرکزی تهران است. در منطقه ۶-۱۱-۱۲ شهرداری تهران است. این خیابان به افتخار شاعر ایرانی حافظ شیرازی نامگذاری شده‌است. این خیابان شمالی ـ جنوبی است. و از شمال به خیابان لارستان و بلوار کریمخان زند، و از جنوب به میدان حسن‌آباد ختم می‌شود. امتداد شمالی این خیابان پس از تقاطع با خیابان انقلاب اسلامی (حافظ شمالی) محسوب می شود، و تا خیابان صدر ادامه پیدا می‌کند. امتداد جنوبی خیابان حافظ نیز میدان حسن آباد است، و با خیابان امام خمینی و خیابان وحدت اسلامی تقاطع دارد.
دسترسی ایستگاه مترو
این خیابان از شمال، از طریق ایستگاه مترو میدان جهاد ابتدای (خیابان صدر) و از تقاطع با خیابان انقلاب اسلامی، از طریق ایستگاه مترو فردوسی و از جنوب خیابان با ایستگاه مترو حسن‌آباد قابل دسترس است.

## اماکن دیدنی و خدماتی
عبارت اند از:

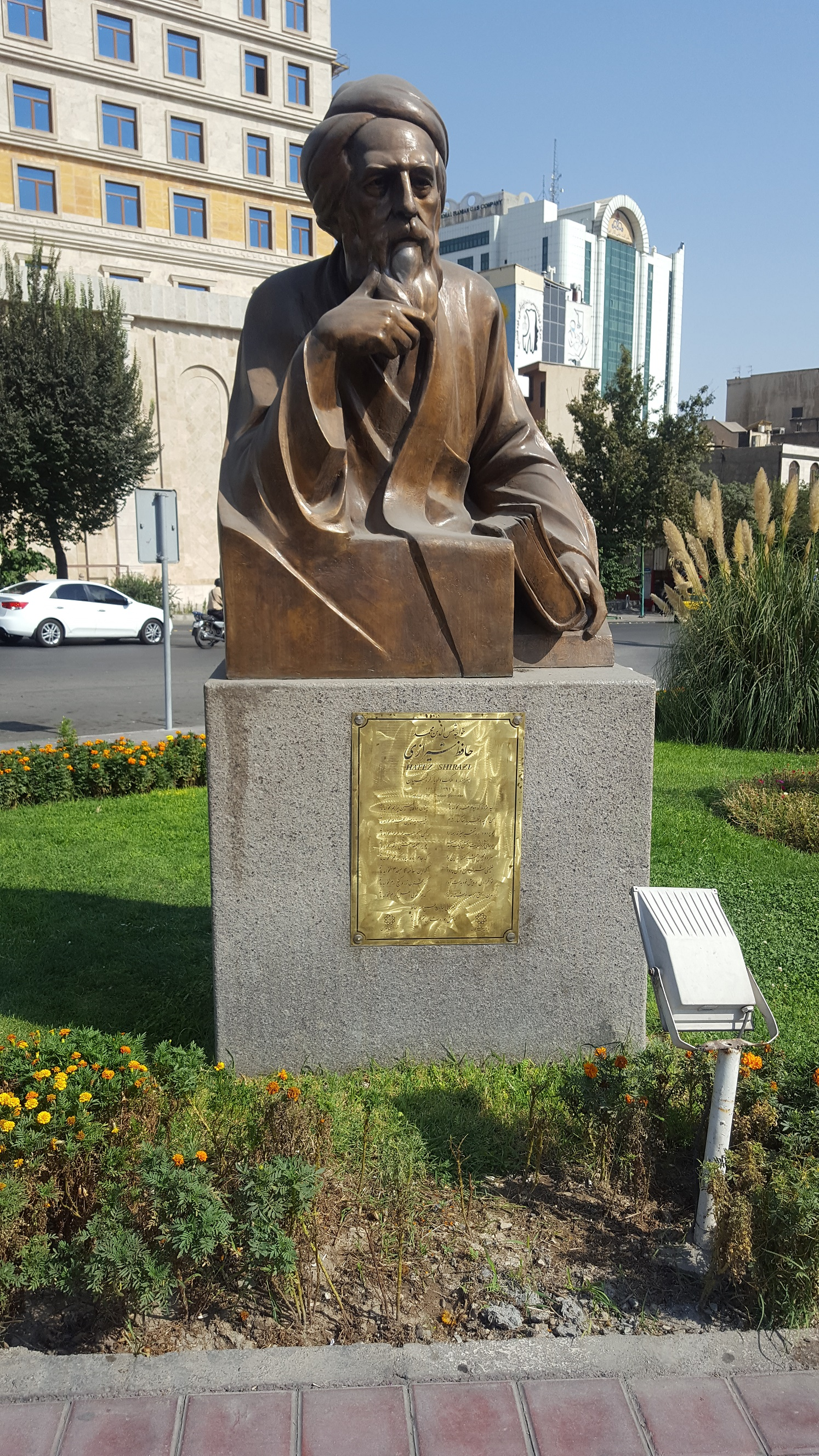
مجسمه حافظ شیرازی در ابتدای خیابان

- ایستگاه آتش نشانی شماره یک ـ حسن آباد
- میدان حسن‌آباد
- بازار موبایل چارسو
- بازار موبایل ایران
- بازار موبایل ایرانیان
- بورس اوراق بهادار تهران
- بیمارستان مروستی
- بیمارستان نجمیه
- پاساژ علاءالدین
- سفارت روسیه در تهران
- مجموعه تالار رودکی (تالار وحدت و رودکی)
- چهارراه کالج (تقاطع با خیابان انقلاب اسلامی)
- دبیرستان البرز
- دانشگاه صنعتی امیرکبیر
- ورزشگاه شهید حیدرنیا
- حوزه هنری انقلاب اسلامی
- وزارت نفت جمهوری اسلامی ایران

## نگارخانه

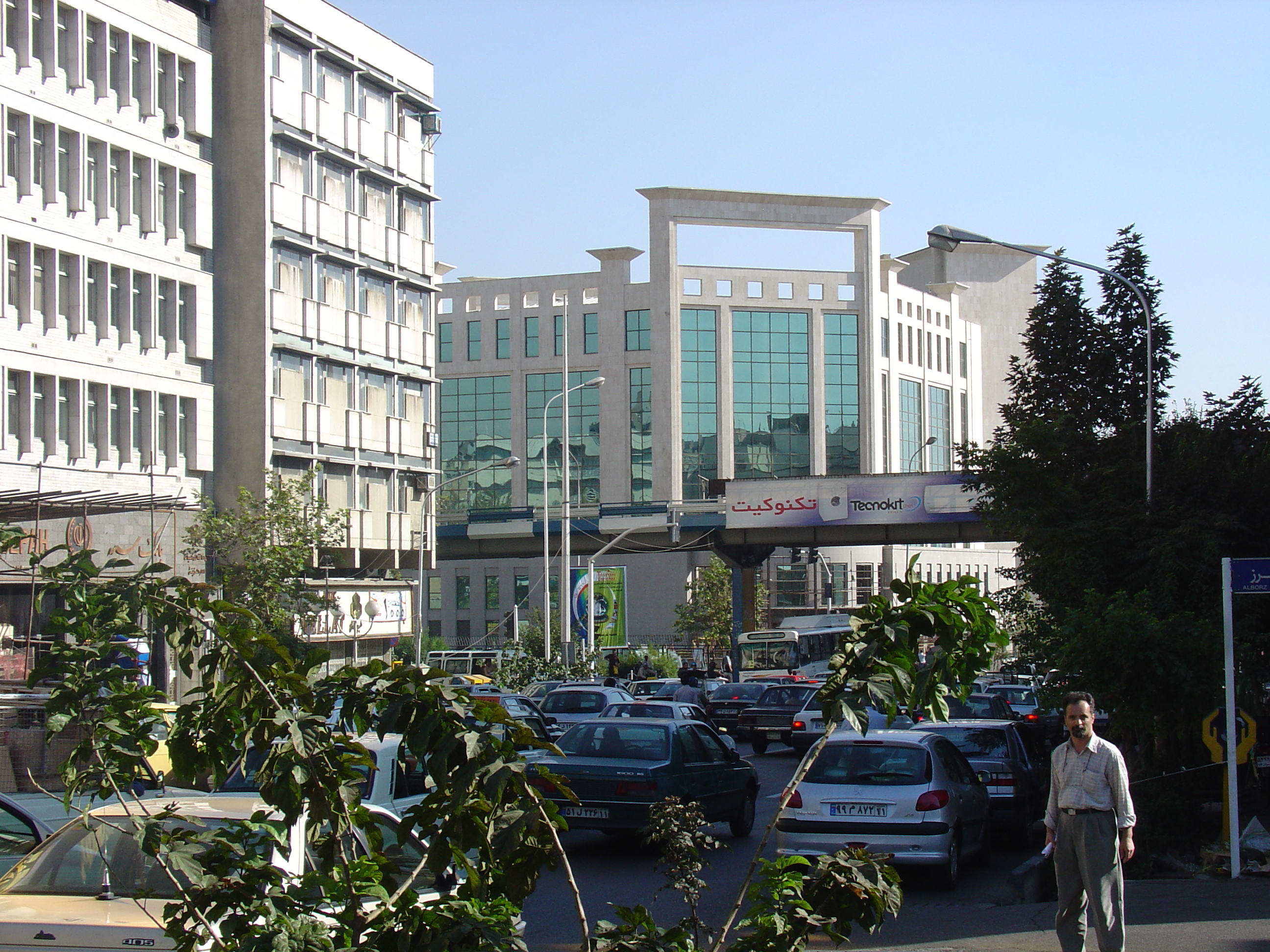
نمایی از چهارراه کالج، تقاطع خیابان انقلاب و خیابان حافظ
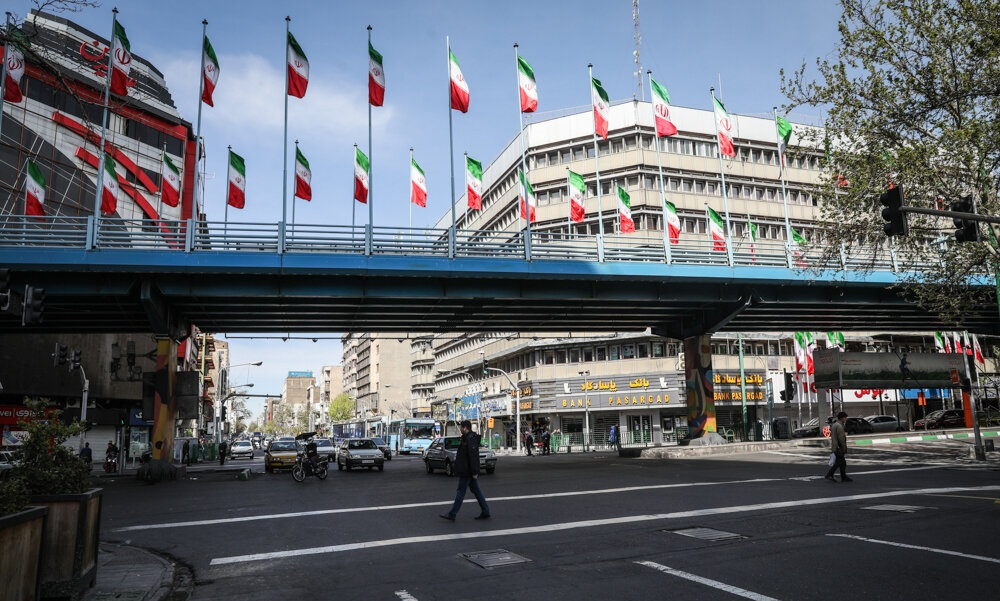
پل حافظ
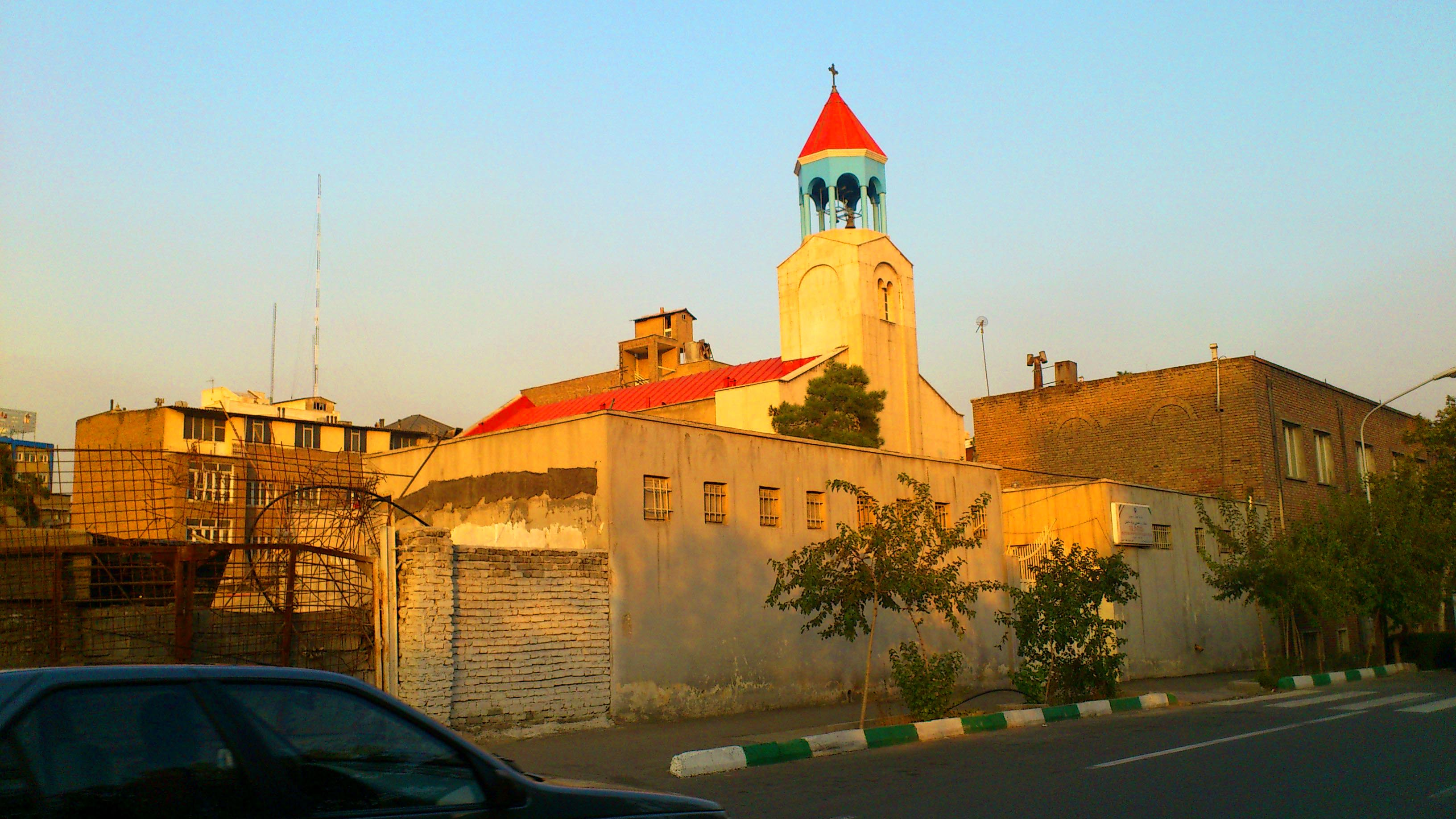
کلیسایی در تقاطع خیابان حافظ و خیابان غزالی
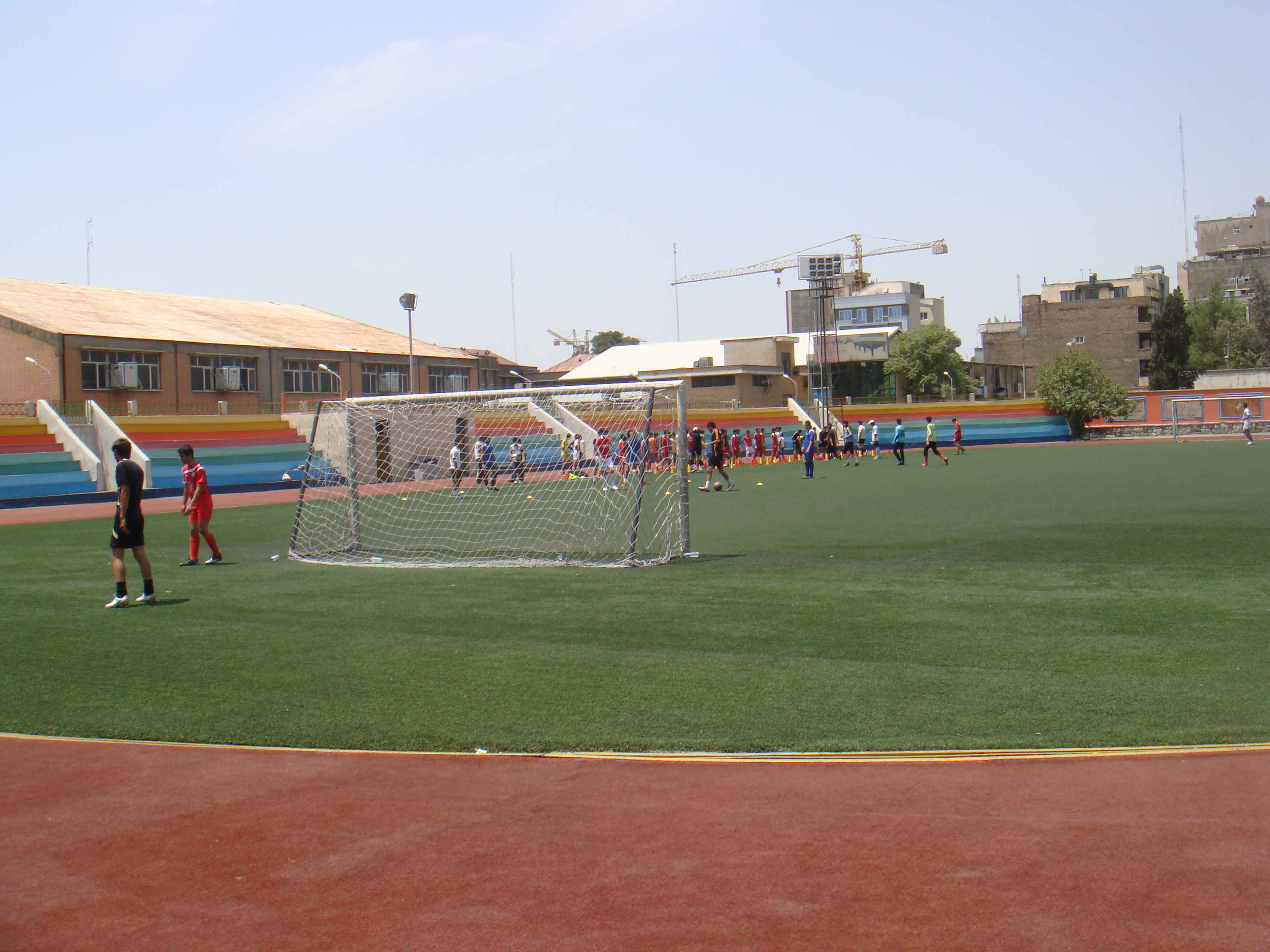
زمین چمن ورزشگاه شهید حیدرنیا در خیابان حافظ

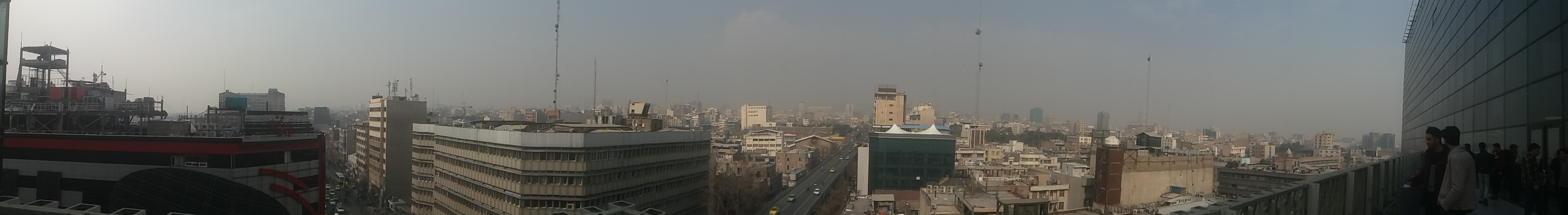
تصویری سراسرنما از شهر تهران (تقاطع خیابان جمهوری و خیابان حافظ) از بالای پردیس سینمایی چارسو، بهمن ۱۳۹۶